# 경기도행정도서관
경기도행정도서관은 경기도 수원시 팔달구에 있는 도서관이다. 이전 명칭은 「경기도청 365열린도서관」이다.

## 연혁
- 1963년 8월 경기도청 행정자료실 개관 (행정 전문도서관)
- 2011년 일반에 개방
- 2014년 9월 22일 인터넷 홈페이지 개편
- 2015년 6월 17일 경기도행정도서관으로 명칭 변경

## 이용 안내
이용 시간
- 평일
  - 09:00~18:00

휴관일
- 정기휴관일
  - 주말 및 공휴일
- 임시휴관일
  - 장서점검 및 시설의 수리, 도서정리 등 도서관에서 필요하다고 판단될 때

## 같이 보기
- 경기도청 북부청사 365열린도서관